# Selección de baloncesto 3x3 de Argentina
La selección de baloncesto 3x3 de Argentina es un equipo nacional de baloncesto administrada por la Confederación Argentina de Básquetbol. Representa al país en los torneos internacionales de baloncesto 3x3.

## Competiciones

### Actuaciones en laCopa Mundial
| Year | Pos          | PJ           | PG           | PP           |
| ---- | ------------ | ------------ | ------------ | ------------ |
| 2012 | 12°          | 6            | 3            | 3            |
| 2014 | 18°          | 5            | 2            | 3            |
| 2016 | No clasificó | No clasificó | No clasificó | No clasificó |
| 2017 | No clasificó | No clasificó | No clasificó | No clasificó |
| 2018 | No clasificó | No clasificó | No clasificó | No clasificó |
| 2019 | No clasificó | No clasificó | No clasificó | No clasificó |
| 2022 | No clasificó | No clasificó | No clasificó | No clasificó |